# قيع
قيع أو قبع إحدى القرى اللبنانية من قرى قضاء جزين في محافظة الجنوب.